# Ludwik Rubel
Ludwik Rubel, ps. „Ludwik Tyśmienicki” (ur. 6 listopada 1897 w Tyśmienicy, zm. 10 kwietnia 1958 w Londynie) – polski dziennikarz, prezes Związku Dziennikarzy Polskich za Granicą, poseł na Sejm RP III kadencji.

## Życiorys
W latach 1922–1939 był redaktorem politycznym krakowskiego Ilustrowanego Kuriera Codziennego. W latach 1930–1935 był posłem na Sejm Rzeczypospolitej Polskiej III kadencji.
Po wybuchu II wojny światowej przebywał w obozie w Coëtquidan jako zwykły żołnierz a po upadku Francji był w obozie wojskowym w Douglas, w Szkocji, gdzie w lipcu 1940 roku założył gazetę "Dziennik Żołnierza". Później w stopniu podporucznika pełnił służbę w Wydziale II Oddziału Kultury i Prasy 2 Korpusu na stanowisku naczelnego redaktora Redakcji Dziennika Żołnierza APW.
Po wojnie pracował w paryskim Słowie Polskim oraz londyńskim Dzienniku Polskim i Dzienniku Żołnierza.

## Ordery i odznaczenia
- Krzyż Oficerski Orderu Odrodzenia Polski – 27 listopada 1929 „za zasługi na polu działalności publicystycznej”[2].